# Dietmannsried
Dietmannsried là một đô thị ở Oberallgäu bang Bayern thuộc nước Đức.

## Sister cities
- Carry-le-Rouet, Bouches-du-Rhône, Pháp